# Yunisleidy García
Yunisleidy De La Caridad García Abreu (Remedios, 13 febbraio 2001) è una velocista cubana, ha vinto la medaglia d'oro ai Giochi Panamericani nei 100 metri piani e l'argento nei 200 metri piani.

## Record nazionali
Senior
- 100 m piani: 11"08 (/ Fort-de-France, 27 maggio 2023)

## Progressione

### 100 metri piani
| Stagione | Misura | Luogo            | Data      | Rank. Mond. |
| -------- | ------ | ---------------- | --------- | ----------- |
| 2024     | 11"30  | Guadalajara      | 23-6-2024 |             |
| 2023     | 11"08  | / Fort-de-France | 27-5-2023 |             |
| 2022     | 11"22  | Freeport         | 20-8-2022 |             |
| 2021     |        |                  |           |             |
| 2020     | 11"32  | L'Avana          | 20-3-2020 |             |
| 2019     | 11"43  | L'Avana          | 7-6-2019  |             |
| 2018     | 11"31  | Camagüey         | 27-6-2018 |             |
| 2017     | 11"73  | L'Avana          | 26-5-2017 |             |
| 2016     | 11"70  | L'Avana          | 27-5-2016 |             |
| 2015     | 11"89  | L'Avana          | 12-6-2015 |             |

## Palmarès
| Anno                      | Manifestazione          | Sede              | Evento       | Risultato     | Prestazione | Note              |
| ------------------------- | ----------------------- | ----------------- | ------------ | ------------- | ----------- | ----------------- |
| In rappresentanza di Cuba |                         |                   |              |               |             |                   |
| 2019                      | Giochi panamericani     | Lima              | 100 m piani  | Batteria      | 11"62       |                   |
| 2019                      | Giochi panamericani     | Lima              | 200 m piani  | Batteria      | 23"92       |                   |
| 2021                      | Giochi panamericani U23 | Cali              | 200 m piani  | 7ª            | 24"16       |                   |
| 2022                      | Campionati NACAC        | Freeport          | 100 m piani  | 7ª            | 11"30       |                   |
| 2022                      | Campionati NACAC        | Freeport          | 4x100 m      | 5ª            | 44"46       |                   |
| 2023                      | Giochi CAC              | San Salvador      | 100 m piani  | Bronzo        | 11"50       |                   |
| 2023                      | Giochi CAC              | San Salvador      | 200 m piani  | Argento       | 23"05       |                   |
| 2023                      | Giochi CAC              | San Salvador      | 4x100 m      | Oro           | 43"17       | Record dei Giochi |
| 2023                      | Mondiali                | Budapest          | 100 m piani  | Batteria      | dq          | TR16.8            |
| 2023                      | Mondiali                | Budapest          | 200 m piani  | Batteria      | 23"22       | [ 2 ]             |
| 2023                      | Mondiali                | Budapest          | 4x100 m      | Batteria      | 43"17       | [ 3 ]             |
| 2023                      | Giochi panamericani     | Santiago del Cile | 100 m piani  | Oro           | 11"36       |                   |
| 2023                      | Giochi panamericani     | Santiago del Cile | 200 m piani  | Argento       | 23"33       |                   |
| 2023                      | Giochi panamericani     | Santiago del Cile | 4×100 m      | Oro           | 43"72       |                   |
| 2024                      | World Relays            | Nassau            | 4x100 m      | Rip. olimpico | 44"05       |                   |
| 2024                      | Olimpiade               | Parigi            | 1500 m piani | Batteria      | 11"37       | [ 4 ]             |

## Campionati nazionali
- 3 volte campionessa nazionale cubana della staffetta 4x100 m (2016, 2023, 2024)
- 2 volte campionessa nazionale cubana dei 100 metri piani (2019, 2023)

2019
- Oro ai campionati cubani (L'Avana), 100 m piani - 11"47
- Argento ai campionati cubani (L'Avana), 200 m piani - 23"71

2023
- Oro ai campionati cubani (L'Avana), 100 m piani - 11"24
- Argento ai campionati cubani (L'Avana), 200 m piani - 23"21
- Oro ai campionati cubani (L'Avana), staffetta 4x100 m - 44"38

2024
- Argento ai campionati cubani (L'Avana), 100 m piani - 12"06
- Oro ai campionati cubani (L'Avana), staffetta 4x100 m - 46"42